# 尻軽
尻軽（しりがる）とは腰が軽いという意味である。

## 浮気者
一ヶ所に腰を落ち着けない事を表し、何度も居をすぐに変えるなどの行為を指すことから、転じて、浮気者という意味がある。主に女の浮気者への蔑称として使われるが、男にも使われることがある。その場合は「尻軽男」「尻軽女」など、後ろに性別が付く。

## 軽快な者
軽快という意味もある。重労働に於いて重い荷物を運ぶときに軽々と運ぶ者を指す。この用法の場合「男」「女」を付ける事はない。

## 体の重心
スポーツなどにおいて、体の重心が上にある状態などを指す。例えば、相撲や柔道競技において相手の腰が据わっていると体重が重く感じるが、腰が据わっていないと軽く感じるため用いられる。